# Leakey (Texas)
Leakey es una ciudad ubicada en el condado de Real en el estado estadounidense de Texas. En el Censo de 2010 tenía una población de 425 habitantes y una densidad poblacional de 292,5 personas por km².

## Geografía
Leakey se encuentra ubicada en las coordenadas 29°43′31″N 99°45′47″O / 29.72528, -99.76306. Según la Oficina del Censo de los Estados Unidos, Leakey tiene una superficie total de 1.45 km², de la cual 1.45 km² corresponden a tierra firme y (0%) 0 km² es agua.

## Demografía
Según el censo de 2010, había 425 personas residiendo en Leakey. La densidad de población era de 292,5 hab./km². De los 425 habitantes, Leakey estaba compuesto por el 91.53% blancos, el 0.47% eran afroamericanos, el 2.12% eran amerindios, el 0% eran asiáticos, el 0% eran isleños del Pacífico, el 3.29% eran de otras razas y el 2.59% pertenecían a dos o más razas. Del total de la población el 26.35% eran hispanos o latinos de cualquier raza.